# Chlorek winylu
Chlorek winylu, chloroeten – organiczny związek chemiczny, chlorowa pochodna etenu. Stosowany głównie (na początku XXI w. >95%) jako monomer do otrzymywania polichlorku winylu oraz kopolimerów.

## Otrzymywanie
Chlorek winylu został po raz pierwszy uzyskany w latach 1830–1834 przez Henriego Regnaulta w wyniku dehydrochlorowania 1,2-dichloroetanu roztworem KOH w etanolu. W roku 1902 Heinrich Biltz (1865–1943) otrzymał chlorek winylu przez rozkład termiczny tego samego substratu.
W roku 1912 Fritz Klatte (1880–1934) opracował metodę produkcji chlorku winylu z acetylenu i chlorowodoru:
HC≡CH + HCl → CH
2=CHCl
Jednocześnie Klatte rozpoczął badania nad polimeryzacją tego związku, co dało początek jego produkcji przemysłowej. Metoda Klattego była dominująca do lat 40. XX w.
W Polsce w latach dwudziestych XX w. chlorek winylu oraz jego polimery otrzymał technolog Kazimierz Smoleński.
W latach 40. XX w. do przemysłu zaczęła wchodzić metoda chlorowania etylenu, a powstały 1,2-dichloroetan poddawano krakingowi, uzyskując chlorek winylu. Tworzący się przy tym chlorowodór także wykorzystywano do produkcji chlorku winylu, w reakcji z acetylenem. Całkowite wyeliminowanie acetylenu z procesu stało się możliwe pod koniec lat 50., gdy opracowana została metoda oksychlorowania etylenu.
Od tego czasu chlorek winylu produkowany jest głównie (>90% na Zachodzie) w zintegrowanym procesie technologicznym z etylenu i chloru:
CH
2=CH
2 + Cl
2 → ClCH
2CH
2Cl
Chlorowanie etylenu
ClCH
2CH
2Cl → CH
2=CHCl + HCl
Piroliza chlorku etylenu
Powstający w etapie 2 chlorowodór jest także wykorzystywany do otrzymywania chlorku winylu w reakcji oksychlorowania etylenu:
CH
2=CH
2 + 2HCl + ½O
2 → ClCH
2CH
2Cl + H
2O
Proponuje się też inne metody produkcji, np. bezpośredniego otrzymywania chlorku winylu podczas wysokotemperaturowego oksychlorowania etylenu:
CH
2=CH
2 + HCl + ½O
2 → CH
2=CHCl + H
2O